# 鏡駅
鏡駅（かがみえき）は、かつて佐賀県唐津市にあった日本国有鉄道（国鉄）筑肥線の駅（廃駅）である。
1983年（昭和58年）3月22日に、筑肥線と福岡市交通局（福岡市地下鉄）1号線（現・空港線）の直通運転が開始されたのに伴い、唐津市においては虹ノ松原駅 - （新）東唐津駅 - 唐津駅間に新線が開業して、虹ノ松原駅 - （旧）東唐津駅 - 山本駅間の旧線が廃止されたため、その廃線区間にあった当駅も廃駅となった。

## 歴史
- 1929年（昭和4年）4月1日：北九州鉄道の久里駅（初代）として開業[1]。
- 1937年（昭和12年）10月1日：北九州鉄道が国有化され、鉄道省（国有鉄道）の所属となる[1]。
- 1950年（昭和25年）5月20日：隣駅の上久里駅を久里駅（2代目）とし、当駅は鏡駅（2代目）と改称する[2]。
- 1961年（昭和36年）12月1日：貨物の取り扱いを廃止[1]。
- 1970年（昭和45年）10月1日：荷物扱い廃止[3]。無人駅となる[4]。
- 1983年（昭和58年）3月22日：筑肥線の虹ノ松原 - （旧）東唐津 - 山本間廃線に伴い廃駅となる[1]。

なお、1931年（昭和6年） - 1941年（昭和16年）には、当駅 - 東唐津間に鏡駅（初代）があった。

## 駅構造
末期は単式ホームが線路に面して置かれているだけの駅で、木造駅舎も各所が剥がれ落ちて朽ちるなど老朽化が進んでいた。初めて見た人なら駅と分からないほどだった。
駅跡に遺構などは特にないが、駅名標を模したデザインの記念碑が設置されている。

## 駅周辺
付近には住宅が多い。廃止直前の駅周辺には目立つものは特に何も無かったが、廃止後に急速に発展している。
- 佐賀県道40号浜玉相知線（以前は駅があったため少し道が曲がっていたが、駅廃止後に改修され、今の真っ直ぐな道になった）
- 昭和バス生駒バス停（駅廃止後、駅跡地に設置された）
- JAからつ鏡基幹給油所（旧JA唐津市の鏡給油所が、駅廃止と県道40号線の改修に伴い、現在地に移転）
- 岡田学園エルアン幼稚園
- ジョイフル唐津鏡店
- ポプラ唐津鏡店
- セブン-イレブン唐津中原店
- ファミリーマート唐津中原店
- まいづる9鏡店
- タクロウ団地
- 生駒団地
- 西九州自動車道唐津IC
- 東芝電材マーケティング株式会社 九州電材社 唐津営業所
- 唐津競艇場
- 鏡神社 (唐津市)

## 隣の駅
日本国有鉄道
筑肥線
東唐津駅 - 鏡駅 - 久里駅